# Municipio de Springfield (condado de Hamilton)
El municipio de Springfield (en inglés: Springfield Township) es un municipio ubicado en el condado de Hamilton en el estado estadounidense de Ohio. En el año 2010 tenía una población de 36319 habitantes y una densidad poblacional de 839,69 personas por km².

## Geografía
El municipio de Springfield se encuentra ubicado en las coordenadas 39°14′38″N 84°31′28″O / 39.24389, -84.52444. Según la Oficina del Censo de los Estados Unidos, el municipio tiene una superficie total de 43.25 km², de la cual 42.47 km² corresponden a tierra firme y (1.81%) 0.78 km² es agua.

## Demografía
Según el censo de 2010, había 36319 personas residiendo en el municipio de Springfield. La densidad de población era de 839,69 hab./km². De los 36319 habitantes, el municipio de Springfield estaba compuesto por el 55.67% blancos, el 39.87% eran afroamericanos, el 0.13% eran amerindios, el 1.07% eran asiáticos, el 0.06% eran isleños del Pacífico, el 0.85% eran de otras razas y el 2.36% pertenecían a dos o más razas. Del total de la población el 1.81% eran hispanos o latinos de cualquier raza.